# تلورید نقره
تلورید نقره (به انگلیسی: Silver telluride) با فرمول شیمیایی Ag۲Te یک ترکیب شیمیایی است. که جرم مولی آن 341.3364 g/mol می‌باشد. شکل ظاهری این ترکیب، بلورهای سیاه-خاکستری است.